# 2002년 10월
| 2002년: 1월 · 2월 · 3월 · 4월 · 5월 · 6월 · 7월 · 8월 · 9월 · 10월 · 11월 · 12월 |

| <          | 2002년 10월 | 2002년 10월 | 2002년 10월 | 2002년 10월 | 2002년 10월 | >          |
| 일         | 월          | 화          | 수          | 목          | 금          | 토         |
|            |             | 1 8.25 임인 | 2 26 계묘   | 3 27 갑진   | 4 28 을사   | 5 29 병오  |
| 6 9.1 정미 | 7 2 무신    | 8 3 기유    | 9 4 경술    | 10 5 신해   | 11 6 임자   | 12 7 계축  |
| 13 8 갑인  | 14 9 을묘   | 15 10 병진  | 16 11 정사  | 17 12 무오  | 18 13 기미  | 19 14 경신 |
| 20 15 신유 | 21 16 임술  | 22 17 계해  | 23 18 갑자  | 24 19 을축  | 25 20 병인  | 26 21 정묘 |
| 27 22 무진 | 28 23 기사  | 29 24 경오  | 30 25 신미  | 31 26 임신  |             |            |

| 편집하기 |

## 2002년10월 26일
- 제8회 부산 아시아 태평양 장애인 경기대회가 개막되다. (~11월 1일)

## 2002년10월 23일
- 체첸 반군에 의한 러시아 모스크바 극장 점거 사건이 발생하여, 129명이 사망하였다.

## 2002년10월 20일
- 개혁국민정당 발기인대회를 개최하다.

## 2002년10월 16일
- 정몽준 의원의 주도로 푸른정치국민통합21 발기인대회를 개최하다.

## 2002년10월 14일
- 신승남 검찰총장, 동생 신승환의 이용호게이트 연루로 도의적 책임을 지고 검찰총장에서 사퇴하다.

## 2002년10월 12일
- 한국어 위키백과의 첫 번째 문서(지미 카터)가 등록되었다.
- 2002년 발리 폭탄 테러가 발생하여 202명이 죽고 209명이 부상당했다.

## 2002년10월 11일
- 재정경제부와 건설교통부가 실거래가 기준 양도소득세 부과등 5차 부동산종합대책에 대해 발표하다.
- 미국 의회가 이라크에 대한 군사작전을 승인하다.

## 2002년10월 10일
- 한국노동조합총연맹, 한국민주사회당 창당을 결의하다.

## 2002년10월 8일
- 미국과 영국, 아프가니스탄에 대한 공습을 개시하다. (새벽 1시 40분)

## 2002년10월 7일
- 서울에서 제7차 해외한민족경제공동체대회가 개막하다.
- 집단 안보 조약 기구가 창설되다.